# Bujkoviće
Bujkoviće (en serbe cyrillique : Бујковиће) est un village de Serbie situé dans la municipalité de Tutin, district de Raška. Au recensement de 2011, il comptait 69 habitants.

## Démographie
| 1948 | 1953 | 1961 | 1971 | 1981 | 1991 | 2002 | 2011 |
| ---- | ---- | ---- | ---- | ---- | ---- | ---- | ---- |
| 139  | 172  | 184  | 122  | 78   | 76   | 53   | 69   |

|  |